# Скотт Бак
 'Скотт Бак'  (англ. Scott Buck) - американський сценарист телебачення. Бак написав кілька сценаріїв для серіалів каналу HBO «Клієнт завжди мертвий», «Рим», «Декстер» для Showtime, «Усі люблять Реймонда», «Тренер» і «Облонги».

## Біографія
Бак розпочав свою кар'єру як сценарист ситкомыв, потім приєднався до складу серіалу «Клієнт завжди мертвий». Він в цілому написав сценарії до семи епізодів.
Бак працював в якості со-виконавчого продюсера і сценариста другого сезону серіалу HBO «Рим» в 2007 році. Він написав сценарії до двох епізодів серіалу («Це були слова Марка Тулія Цицерона» і «Посмертна маска») до того, як серіал був скасований.
Потім він став працювати в якості со-виконавчого продюсера і сценариста другого сезону серіалу Showtime «Декстер» в 2007 році. Бак був номінований на премію Гільдії сценаристів США за кращий драматичний серіал на церемонії в лютому 2008 року, за свою роботу над другим сезоном «Декстера». Він залишався со-виконавчим продюсером і в третьому сезоні, в 2008 році. Бак був знову номінований на цю ж премію за кращий драматичний серіал в лютому 2009 року за свою роботу над третім сезоном. Він залишився сценаристом і виконавчим продюсером в четвертому сезоні в 2009 році. Він втретє поспіль був номінований на премію Гільдії сценаристів США в лютому 2010 року за свою роботу над четвертим сезоном. У шостому сезоні «Декстера», після того як попередні шоуранери покинули серіал, Бак був висунутий на цю посаду.
У грудні 2015 року, Бака найняли на посаду шоуранера і виконавчого продюсера серіалу Marvel і Netflix, «Залізний кулак». У грудні 2016 року було оголошено, що він повернеться в Кінематографічний всесвіт Marvel в якості шоуранера і виконавчого продюсера серіалу «Надлюди» спільного виробництва Marvel Television, IMAX Corporation і ABC. У 2018 році обидва проекти були закриті через низькі рейтинги.

## Епізоди «Декстера»
- Побачити наскрізь / "See-Through" (2007)
- Настає ранок / "Morning Comes" (2007)
- Попереду поворот наліво / "Left Turn Ahead", з Тімом Шлаттманном (2007)
- Сьогодні лев спить / "The Lion Sleeps Tonight" (2008)
- Збиток, який може заподіяти людина / "The Damage a Man Can Do" (2008)
- Береш ти Декстера Моргана? / "Do You Take Dexter Morgan?" (2008)
- Засліплений світлом / "Blinded by the Light" (2009)
- Стояння припливу / "Slack Tide" (2009)
- Здрастуй, Декстер Морган / "Hello, Dexter Morgan", з Лорен Гуссіс (2009)
- Привіт, бандит / "Hello Bandit" (2010)
- Захисти нас / "Circle Us" (2010)
- Рік, що минає поїзд / "Hop A Freighter", телесценарій з Тімом Шлаттманном (2010)
- Подібні речі / "Those Kinds of Things" (2011)
- Так закінчується світ / "This is the Way the World Ends", з Венді Уест (2011)
- Значить ти...? / "Are You ...?" (2012)
- Сюрприз, покидьок! / "Surprise, Motherfucker!", З Тімом Шлаттманном (2012)
- Прекрасний день / "A Beautiful Day" (2013)
- Пам'ятаєш монстрів? / "Remember the Monsters?", З Менні Кото (2013)

## Епізоди «Рима»
- Це були слова Марка Тулія Цицерона / "These Being the Words of Marcus Tullius Cicero" (2007)
- Посмертна маска / "Death Mask" (2007)

## Епізоди «Клієнт завжди мертвий»
- Це саме чудова пора року / "It's the Most Wonderful Time of the Year" (2002)
- Ніколи не дізнаєшся / "You Never Know" (2003)
- Всі йдуть / "Everyone Leaves" (2003)
- Це мій пес / "That's My Dog" (2004)
- Бомбосховище / "Bomb Shelter" (2004)
- Танець для мене / "Dancing for Me" (2005)
- Співаючий для наших життів / "Singing for Our Lives" (2005)